# تروشکی، گمینا شنیادوا
تروشکی، گمینا شنیادوا (به لاتین: Truszki, Gmina Śniadowo) یک منطقهٔ مسکونی در لهستان است که در Gmina Śniadowo واقع شده‌است.

## خصوصیات
تروشکی ۱۸۰ نفر جمعیت دارد.